# جف کنیو
جف کنیو (انگلیسی: Jeff Kanew؛ زادهٔ ۱۶ دسامبر ۱۹۴۴) یک کارگردان، فیلم‌نامه‌نویس، و تدوین‌گر اهل ایالات متحده آمریکا است.

## فیلمشناسی
- وی. آی. وارشاسکی (۱۹۹۱)
- آدم و حوا (۲۰۰۵)
- مردم معمولی (۱۹۸۰ تدوین)